# BK3
BK3 ist das 2010 veröffentlichte dritte Soloalbum von Bruce Kulick, dem Gitarristen der US-amerikanischen Band Grand Funk Railroad. Fünf der insgesamt elf Titel singt Kulick selbst, fünf weitere werden von anderen Künstlern gesungen. Außerdem enthält das Album ein Instrumentalstück, das von Kulick geschrieben und mit Steve Lukather (Gitarre; Toto), dem Jazz-Bassisten Jimmy Haslip und Kenny Aronoff (Schlagzeug; unter anderem für John Mellencamp und John Fogerty) aufgenommen wurde.

## Hintergrund
Das Album wurde an insgesamt fünfzig Tagen in verschiedenen Studios im Großraum Los Angeles aufgenommen. Kulick begann mit der Arbeit an den Drumtracks, die von Brent Fitz, seinem Bandkollegen aus der Zeit bei Union, aufgenommen wurden. Da Kulick und Co-Produzent Jeremy Rubolino sämtliche Demos gründlich vorbereitet hatten und mithilfe des Programms Pro Tools arbeiten konnten, war es für Fitz einfach, bereits am ersten Aufnahmetag vier Titel einzuspielen; bereits am zweiten Tag waren die Schlagzeugspuren für zehn Titel aufgenommen.
Die Bass-Spuren für viele der Songs wurden von Kulick selbst eingespielt, teilweise übernahm auch Rubolino diese Aufgabe. Andere bekannte Musiker, die Kulick bei den Aufnahmen unterstützten, waren Eric Singer, der Schlagzeug für das von Tobias Sammet gesungene Lied I’m the Animal spielte, der kurz nach den Aufnahmen verstorbene Sänger von The Knack, Doug Fieger (Dirty Girl), Kiss-Bassist Gene Simmons (Ain’t Gonna Die) und dessen Sohn Nick (Hand of the King), außerdem Kulicks Partner bei der Gründung von Union, John Corabi, der mit ihm das Lied No Friend of Mine schrieb und den Gesang übernahm. Ferner nahm Kulick einen Instrumentaltitel (Between the Lines) auf, auf dem neben ihm auch Steve Lukather Gitarre spielt. Ferner wirkten bei der Aufnahme Jimmy Haslip (Bass) und Kenny Aronoff (Schlagzeug) mit.

## Rezeption
In einer Rezension des deutschen Magazins Rock Hard wurde auf Kulicks Zeit als Gitarrist von Kiss angespielt und angedeutet, dass die Fans der Band Garanten für gute Verkaufszahlen auch für Kulicks Produkt seien. 

„Mr. Kulick zynisch Kalkül zu unterstellen, weil als Sänger auf dem Album neben Schlabberzunge Gene Simmons (‘Ain’t Gonna Die’) auch noch dessen Sohnemann (‘Hand Of The King’) und Eric Singer (zusammen mit Tobias Sammet bei ‘I’m The Animal’) auftauchen, täte dem Album aber Unrecht, denn Tracks wie das flotte ‘Uplifting’ oder das atmosphärische ‘No Friend Of Mine’ (mit John Corabi am Mikro) sind über jede Kritik erhaben und beweisen, dass es Kulick mit ‚BK3‘ vornehmlich darum geht, seine eigenen musikalischen Ideen auszuleben. Hardrock- und Classic-Rock-Fans können sich das Album auf ihrem Einkaufszettel notieren.“

AllMusic-Rezensent Greg Prato meinte, im „Gefolge der jüngsten Veröffentlichungen aus dem Kiss-Umfeld“ (Ace Frehleys Anomaly und Kiss’ eigenes Werk Sonic Boom, beide 2009) befinde sich Kulick „eindeutig auf der Siegerstraße“.
Alexander Kolbe vom Magazin Rocks vergab vier von sechs erreichbaren Punkten und merkte an, dass, auch wenn aus Kulick „in diesem Leben kein begnadeter Sänger mehr“ werden würde, so gebe „er doch eine bessere Figur ab als bei der Kiss-Nummer ›I Walk Alone‹ (von Carnival of Souls)“.

## Titelliste
1. 3:31 – Fate (Churko, Kulick, Rubolino)
2. 4:10 – Ain’t Gonna Die (Kulick, Rubolino, Simmons)

1. 4:08 – No Friend of Mine (Corabi, Kulick, Rubolino)
2. 4:55 – Hand of the King (Kulick, Rubolino, Simmons)
3. 4:47 – I’ll Survive (Kulick, Rubolino)

1. 3:59 – Dirty Girl (Kulick, Rubolino)
2. 4:13 – Final Mile (Kulick, Lavery, Rubolino)
3. 4:42 – I’m the Animal (Kulick, Rubolino, Sammet)

1. 3:16 – And I Know (Kulick, Rubolino)
2. 3:54 – Between the Lines (Kulick, Rubolino)
3. 4:32 – Life (Kulick, Rubolino)